# Jon Bokenkamp
 (février 2019).
Si vous disposez d'ouvrages ou d'articles de référence ou si vous connaissez des sites web de qualité traitant du thème abordé ici, merci de compléter l'article en donnant les références utiles à sa vérifiabilité et en les liant à la section « Notes et références ».
Jon Bokenkamp est un scénariste et producteur américain né à Kearney au Nebraska.
Il est connu pour les scénarios des films Destins violés, The Call et la création de la série télévisée Blacklist.

## Filmographie

### Comme réalisateur
- Blacklist
- The Blacklist: Redemption

### Comme producteur
- Blacklist
- The Blacklist: Redemption